# Krzywy Las (Grande-Pologne)
Pour les articles homonymes, voir Krzywy Las.
Krzywy Las (prononciation : [ˈkʂɨvɨ ˈlas]) est un village polonais de la gmina de Lwówek dans le powiat de Nowy Tomyśl de la voïvodie de Grande-Pologne dans le centre-ouest de la Pologne.
Il se situe à environ 6 kilomètres à l'ouest de Lwówek (siège de la gmina), à 14 kilomètres au nord de Nowy Tomyśl (siège du powiat) et à 56 kilomètres à l'ouest de Poznań (capitale régionale).

## Histoire
De 1975 à 1998, le village faisait partie du territoire de la voïvodie de Poznań.

Depuis 1999, Krzywy Las est situé dans la voïvodie de Grande-Pologne.